# Molgula sluiteri
Molgula sluiteri är en sjöpungsart som först beskrevs av Wilhelm Michaelsen 1922.  Molgula sluiteri ingår i släktet Molgula och familjen kulsjöpungar.
Artens utbredningsområde är Södra Ishavet. Inga underarter finns listade i Catalogue of Life.